# Osteina obducta
Osteina obducta är en svampart som först beskrevs av Miles Joseph Berkeley, och fick sitt nu gällande namn av Donk 1966. Osteina obducta ingår i släktet Osteina och familjen Fomitopsidaceae. Inga underarter finns listade i Catalogue of Life.
Svampen är en ticka som trivs i gammal barrskog, på barrträds rötter och på murkna trädstammar. Den har påträffats i Mellaneuropa, Nordamerika och Mellanöstern. Sommaren 2017 påträffades ett exemplar på Boskär i Åbolands skärgård.